# Anopheles hunteri
Anopheles hunteri este o specie de țânțari din genul Anopheles. A fost descrisă pentru prima dată de Hugh Edwin Strickland în anul 1916. Conform Catalogue of Life specia Anopheles hunteri nu are subspecii cunoscute.